# Rosie Huntington-Whiteleyová
Rosie Alice Huntington-Whiteleyová (nepřechýleně Huntington-Whiteley; * 18. dubna 1987) je anglická modelka a herečka. Je známá především svou prací pro značku Victoria's Secret a také svou rolí Carly Spencer ve filmu Transformers 3.

## Životopis
Narodila se v Devonu v Anglii. Její matka Fiona (rozená Jackson) je instruktorkou fitness a její otec Charles Andrew Huntington-Whiteley je autorizovaným inspektorem. Má dva mladší sourozence; bratra Tobyho a sestru Florence. Její prapradědeček z otcovy strany byl politik Sir Herbert Huntington-Whiteley.
Vyrůstala v Tavistocku v Devonu na farmě. Když vyrůstala, byla ve škole šikanována a ztrapňována za to, že měla dvě příjmení, malá prsa a plné rty (které jsou dnes jednou z jejích největších předností).[zdroj?] Protože byla znuděná ze života na farmě, dychtila po tom dostat se do Londýna. V roce 2003 při studiu na Tavistock College ji objevila modelingová agentura Profile Model Management, když hledala v Londýně praxi u několika modelingových agentur. Její první vystoupení před kamerou se odehrálo v jejích šestnácti letech, v reklamě na značku Levi's.

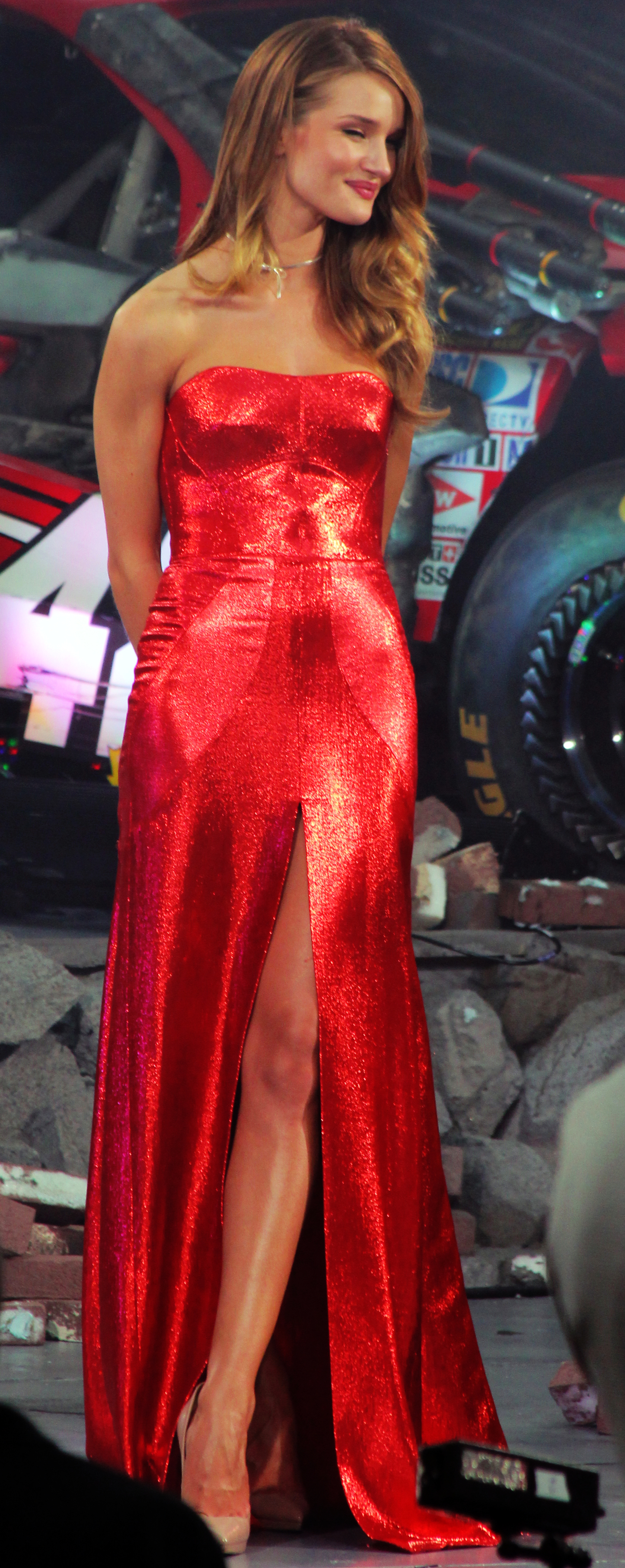
Huntington-Whiteleyová na premiéře filmu Transformers 3 v červnu 2011.

## Kariéra

### Victoria's Secret a modeling
Od roku 2006 do roku 2011 byla jedním z andílku americké značky se spodním prádlem a zkrášlovacími produkty Victoria's Secret. Její debut na mole pro tuto značku přišel v roce 2006 na módní přehlídce v Los Angeles.
V módním průmyslu zůstala neznámou až do roku 2008, kdy si jí všiml kreativní ředitel Christopher Bailey a obsadil ji do kampaně podzim/zima pro značku Burberry spolu s hercem Samem Rileym. V kampani nahradila modelku Agyness Deyn. V listopadu 2008 se poprvé objevila na obálce britského Vogue po boku Eden Clark a Jourdan Dunn. Následující rok byla tváří reklamní kolekce jaro/ léto 2009 značky Karen Millen. Ve stejném roce ještě získala cenu Elle Style Award v kategorii „Modelka roku“. Zahrála si v krátkém filmu pro značku Agent Provocateur, kde hrála ženu, jejíž přítel zapomněl na Valentýna. Na podzim a zimu 2009 byla modelkou kampaní pro Godiva a Miss Sixty. Na konci roku 2009 se oficiálně stala tváří značky Victoria's Secret, když byla modelkou na Victoria's Secret Fashion Show v New Yorku.
V roce 2010 pózovala nahá pro kalendář Pirelli Calendar, který fotografoval Terry Richardson. Ve stejném roce předváděla pro značku Prada v Miláně a pro značku Giles Deacon v Paříži. V březnu spolupracovala každodenně se stránkou VOGUE.COM, aby sdílela své volby outfity pro každý den v rubrice Today I'm Wearing (Dnes mám na sobě). V květnu 2010 se objevila na obálce ruského Harper's Bazaar a anglického GQ. Módní fotograf Rankin ji věnoval album s jejími fotografiemi pojmenované Ten Times Rosie (Desetkrát Rosie). Rankin si myslí, že Rosie dává rozmanitost opět do módy a říká: "Dívali jsme se po velmi, velmi hubené dívce, téměř s chlapeckými rysy po dlouhou dobu. Rosie je opravdu modelkou okamžiku. Je herečkou okamžiku. Určitě se stane mnohem, mnohem větší“. Maskér celebrit, Ruby Hammer, který s Rosie pracoval roky ji popsal jako „klíčová“ anglická růže.
V březnu 2011 se poprvé objevila sama na obálce britského Vogue. V květnu byla zvolena Nejpřitažlivější ženou světa podle magazínu Maxim. V červenci se objevila na obálkách anglické Elle a GQ.
Je tváří nové vůně značky Burberry s názvem Burberry Body, která vyšla v červenci 2011.
Také v červenci 2011 se objevila na patnáctém místě v žebříčku „The Money Girls“ a na třetím místě v seznamu 20 nejpřitažlivějších modelek“ na stránkách MODELS.COM.

### Hraní (2011–současnost)
V květnu 2011 bylo oznámeno, že Rosie se objeví v hlavní ženské roli v pokračování trilogie Transformers s názvem Transformers 3 a nahradí Megan Fox. Předtím pracovala s režisérem filmu, Michaelem Bayem na reklamě pro Victoria's Secret. MTV Networks' NextMovie.com ji jmenoval jako jednu z „Průlomových hvězd, na které stojí za to se dívat v roce 2011“. Před premiérou filmu ještě vyhrála cenu „Ženská hvězda zítřka“ na CinemaCon Awards.

## Osobní život
Od srpna 2007 do října 2009 chodila s Tyronem Woodem, nejmladším synem hudebníka Ronnieho Wooda. Když se pár rozešel, začala se scházet s francouzským hercem Olivierem Martinezem, ale jejich vztah skončil na začátku roku 2010. V dubnu 2010 bylo oznámeno, že chodí s anglickým hercem Jasonem Stathamem, poté co byli spolu viděni na Coachella Festival. Mají spolu 2 děti.
Má dva byty; jeden v New Yorku a druhý v Londýně.

## Filmografie
| Rok  | Název                     | Role          | Poznámky |
| ---- | ------------------------- | ------------- | --- |
| 2011 | Transformers 3            | Carly Spencer | CinemaCon Award v kategorii Ženská hvězda zítřka Nominace – Teen Choice Award za letní filmovou hvězdu – kategorie Ženy |
| 2015 | Šílený Max: Zběsilá cesta | Angharad      | |

## Ocenění
| Rok  | Název ocenění      | Kategorie                         | Práce          | Výsledek   |
| ---- | ------------------ | --------------------------------- | -------------- | ---------- |
| 2011 | Guy Choice Awards  | Our New Girlfriend                | Sama sebe      | Vyhrála    |
| 2011 | CinemaCon Award    | Female Star of Tomorrow           | Transformers 3 | Vyhrála    |
| 2011 | Teen Choice Awards | Choice Summer Movie Star – Female | Transformers 3 | Nominovaná |